# Opting-up
Nach dem Schweizer Bundesgesetz über die Börsen und den Effektenhandel besteht die Möglichkeit, dass eine börsennotierte Gesellschaft in ihren Statuten eine sogenannte Opting-up-Klausel aufnehmen kann (Art. 32, Absatz 1). Diese Klausel bewirkt, dass nicht schon bei Überschreiten des Grenzwertes von 33 1/3 % der Stimmrechte einer Gesellschaft, sondern erst bei einem höheren Grenzwert (maximal 49 %) der Übernehmer ein öffentliches Kaufangebot an alle Inhaber von Beteiligungspapieren machen muss. Im Gegensatz zur sogenannten Opting-out-Klausel kann deshalb ein Übernehmer nicht in einer einzigen Transaktion die Stimmenmehrheit ohne Einbezug der übrigen Aktionäre erwerben.
Laut der Schweizer Ethos-Stiftung haben per Ende 2014 zwölf börsenkotierte Schweizer Unternehmen eine derartige Opting-up-Klausel in ihren Statuten.
Beispiele börsenkotierter Schweizer Gesellschaften mit einer Opting-up-Klausel von 49 % in deren Statuten sind die Swatch Group, die Flughafen Zürich AG, die Betreiberin des Flughafens Zürich und DKSH. Bei den Helvetia Versicherungen ist dagegen das Opting-up auf 40 % festgelegt.